# Cserháti Sándor
Cserháti Sándor, 1876-ig Hechtl Sándor (Győr, 1852. szeptember 14. – Magyaróvár, 1909. április 13.) tanár, mezőgazdasági szakíró.

## Tanulmányai
Reáliskolai tanulmányai befejezése után gazdasági gyakorlatra ment, majd 1871-73-ban elvégezte a Magyaróvári Magyar Királyi Gazdasági Felsőbb Tanintézetet, ahol mezőgazdasági oklevelet szerzett. 1873-74-ben a hallei, 1874-75-ben pedig a lipcsei egyetemen egészítette ki szaktanulmányát. Az 1875. év őszén az időközben - az országban elsőként - akadémiai rangra emelt Magyaróvári Magyar Királyi Gazdasági Akadémia segédtanárává, 1878-ban rendes tanárává nevezték ki. 1884-től már a növénytermesztési tanszék professzora. Kiemelkedő alakja volt az ún. óvári „nagy tanári karnak”. Kitűnő előadó volt, tanszékéről és az általa vezetett kísérleti állomásról sok kiváló növénytermesztő és más szakember került ki.

## Munkássága
Oktató, irányító és kísérletező tevékenysége mellett igen gazdag tudományos és közírói munkássága is. Általános és különleges növénytermesztés című kétkötetes munkájában a téma legkorszerűbb és legteljesebb feldolgozását adta. Egész munkásságában következetesen igyekezett hidat verni elmélet és gyakorlat közé. Több szaklapba számos cikket írt, ezen kívül 1880-82 között a Pesti Napló földművelési rovatát szerkesztette. 1883-ban Kosutány Tamással együtt megalapította és szerkesztette a Magyaróvárott megjelenő Mezőgazdasági Szemle című havi folyóiratot. 1890-től a Köztelek című, az Országos gazdasági egyesület kiadásában megjelenő szaklap állandó rovatvezetője volt. Mint a növénytermelés tanára, egyúttal a Magyaróvári Gazdasági Akadémia kísérleti telepének kezelője és ugyanott 1891-ben az ő kezdeményezésére és tervei szerint alapított Országos Növénytermesztési Kísérleti Állomás vezetője lett. Haláláig betöltötte ezt a pozíciót.
Elsősorban talajműveléssel és a talajerőpótlás kérdéseivel foglalkozott. Úttörőmunkát végzett az egyes szántóföldi növények megfelelő műtrágyázási módjának kidolgozása terén. Kosutány Tamással az 1890-es években ő indította el a magyarországi búza- és lisztminőség-vizsgálatokat.
A magyaróvári kísérleti állomásról munkájából hazafelé tartva, 1909. április 13-án összeesett és 57 éves korában meghalt. Szobrát 1914 júniusában avatták fel az egyetem új tanügyi épülete előtt, a városban pedig utcát neveztek el róla. Sírja a magyaróvári temetőben van. Gödöllőn egy domborművet helyeztek el az emlékére (Madarassy Walter alkotása).

## Önállóan megjelent munkái

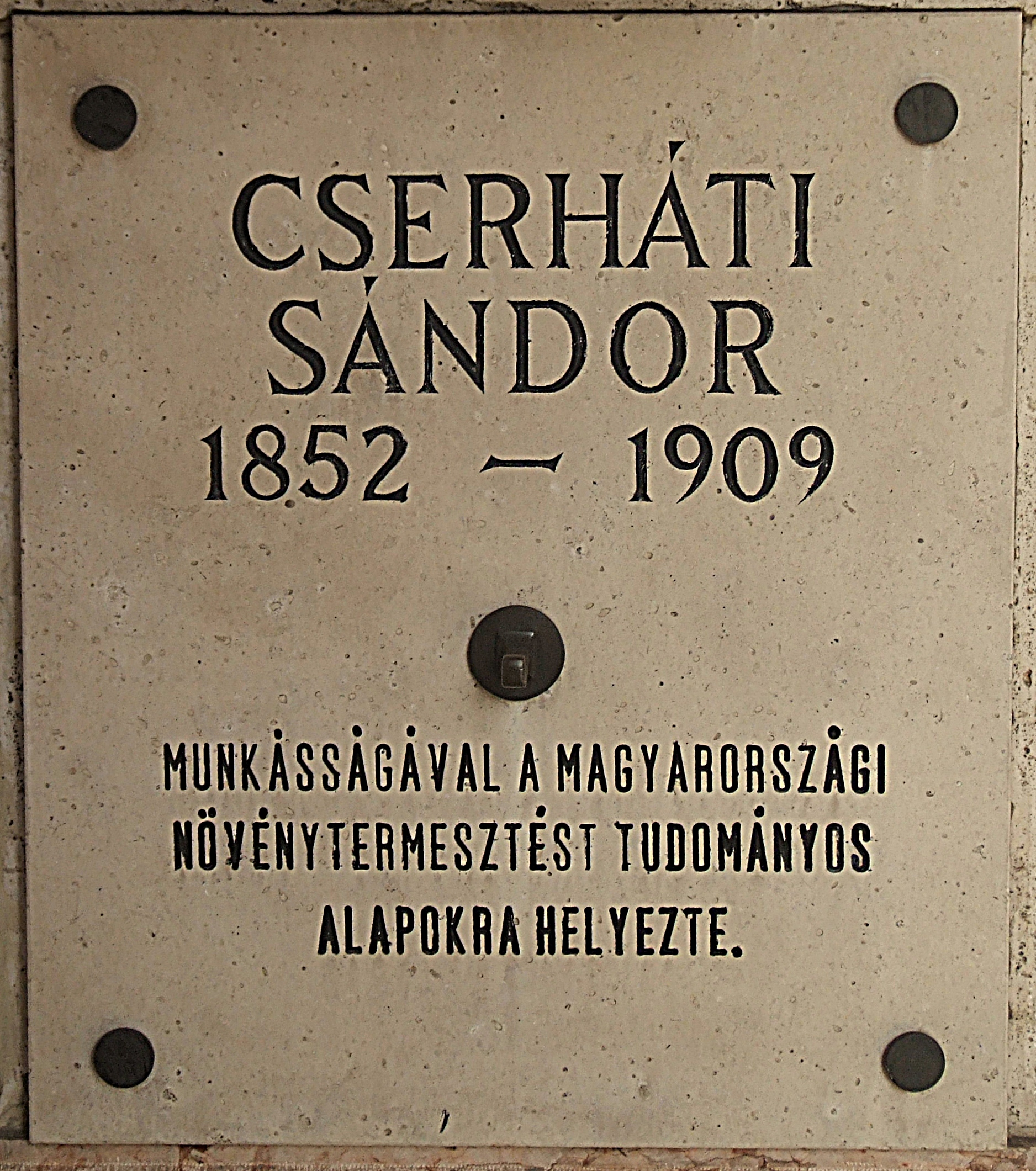
Emléktáblája
Kossuth Lajos tér 11.

- A szarvasmarha táplálkozása. J. Kühn F. után fordítva. Magyaróvár 1877.
- A phylloxera vastatrix. A földm.-, ipar- és keresked. miniszter megbizásából. Bpest 1880;
- A trágyázás alapelvei. Bpest 1886. (Kosutány Tamással együtt);
- Mily módon lehetne a kisbirtokosok között az okszerü gazdálkodást legsikeresebben terjeszteni. Magyaróvár 1888. (Különleny. a «Mezőgazdasági Szemlé»-ből)
- Talajjavító növények. Bpest 1889. (Különleny. a Term. tud. Közlönyből)
- A gabona-félék termesztése. Magyaróvár 1889, 42 rajzzal
- Jelentés a magyaróvári gazdasági akadémia kísérleti telepén az 1886-88. végrehajtott kísérletekről. Magyaróvár 1889. (Szilassy Zoltánnal együtt)
- A csalamádé termelése, bevermelése és etetése. Kolozsvár 1891
- A talajnak mély művelése hazánkban. A földm. miniszt. megbizásából, Magyaróvár 1891. Ugyanaz németre átdolgozva ily cim alatt: Die Ergebnisse der Tiefcultur in Ungarn, mit besonderer Berücksichtigung der Dampfcultur. Wien 1892.
- A magyaróvári gazd. akadémiával kapcsolatos növénytermelési kísérleti állomás jelentése 1891 és 92. évi működéséről Magyaróvár 1892-93.
- A dohány égésére befolyást gyakorló körülmények tanulmányozása. Budapest, 1893;
- Talajismeret. Budapest, 1894;
- Újabb tapasztalatok a trágyázás köréből. Magyaróvár, 1895;
- Az okszerű talajművelés alapelvei. Budapest, 1896;
- A gyomok kártékonysága és az ellenük való védekezés. Kolozsvár, 1898;
- A rétek trágyázása, különös tekintettel a Thomas-salak és kainit használatára. Budapest, 1898;
- Általános és különleges növénytermelés. Magyaróvár, 1900;
- A kálitrágya alkalmazása hazai tapasztalatok alapján. Nyitra, 1901;
- A homoki szőlők trágyázása. Nyitra, 1901;
- A búza előveteményei. temesvár, 1904;
- A zöldtrágyázás homoktalajon, mint a legbiztosabb mód a termelőképesség fokozására. Győr, 1906;
- Az istállótrágya. Budapest, 1908;
- Az árpa termelése, különös tekintettel a sörárpára. Győr, 1909.